# Earl of Dunmore

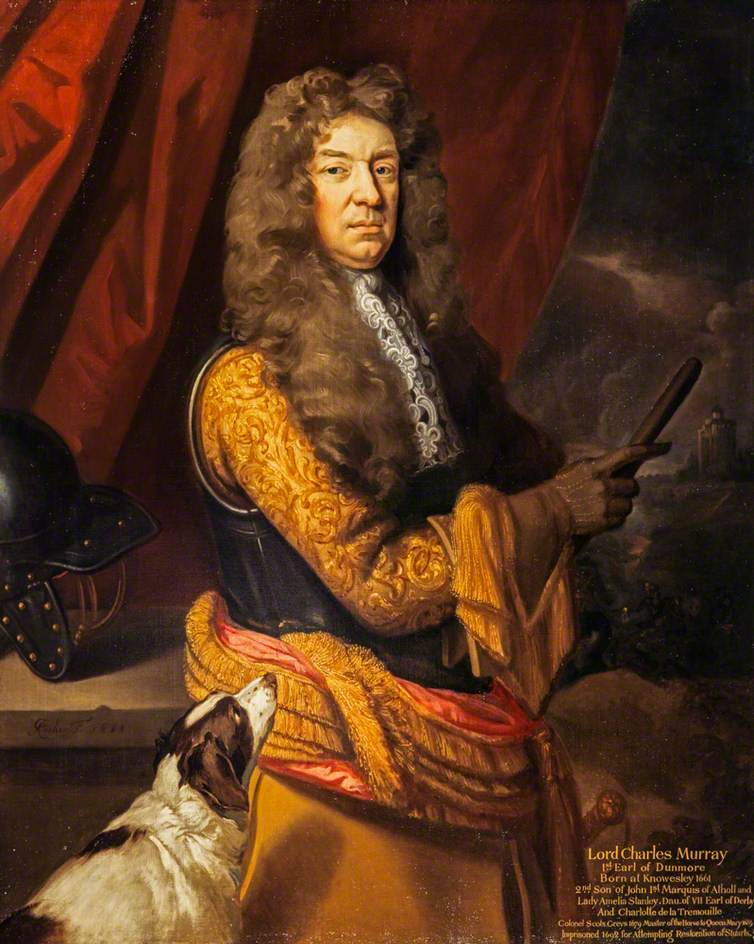
Charles Murray, 1. Earl of Dunmore

Wappen des heutigen Earl of Dunmore

Earl of Dunmore ist ein erblicher  britischer Adelstitel in der Peerage of Scotland.

## Verleihung
Der Titel wurde am 16. August 1686 an Lord Charles Murray, den zweiten Sohn von John Murray, 1. Marquess of Atholl, verliehen. Er diente als General in der britischen Armee.

## Nachgeordnete Titel
Nachgeordnete Titel, ebenfalls in der Peerage of Scotland, sind Viscount of Fincastle und Lord Murray of Blair, Moulin and Tillimet. Beide Titel wurden gleichzeitig mit der Earlswürde verliehen.
Der älteste Sohn des jeweiligen Earls führt als voraussichtlicher Titelerbe (Heir Apparent) den Höflichkeitstitel Viscount Fincastle.

## Weitere Titel
Der 5. Earl war als Politiker aktiv. Damit er einen festen Sitz im britischen House of Lords bekam, erhielt er am 10. September 1831 die Würde eines Baron Dunmore, of Dunmore in the Forest of Atholl in the County of Perth, in der Peerage of the United Kingdom. Dieser Titel erlosch 1980 mit dem Tod des 9. Earls.
Alle Earls stehen als Abkömmlinge des 1. Marquess of Atholl nachrangig in der Erbfolge für den Titel Marquess of Atholl und dessen nachgeordnete Titel.

## Liste der Earls of Dunmore (1686)
- Charles Murray, 1. Earl of Dunmore (1661–1710)
- John Murray, 2. Earl of Dunmore (1685–1752)
- William Murray, 3. Earl of Dunmore (1696–1756)
- John Murray, 4. Earl of Dunmore (1730–1809)
- George Murray, 5. Earl of Dunmore (1762–1836)
- Alexander Edward Murray, 6. Earl of Dunmore (1804–1845)
- Charles Adolphus Murray, 7. Earl of Dunmore (1841–1907)
- Alexander Edward Murray, 8. Earl of Dunmore (1871–1962)
- John Alexander Murray, 9. Earl of Dunmore (1939–1980)
- Reginald Arthur Murray, 10. Earl of Dunmore (1911–1981)
- Kenneth Randolph Murray, 11. Earl of Dunmore (1913–1995)
- Malcolm Kenneth Murray, 12. Earl of Dunmore (* 1946)

Mutmaßlicher Titelerbe (Heir Presumptive) ist der Bruder des jetzigen Earls, Geoffrey Charles Murray (* 1949). Der einzige Sohn des jetzigen Earls ist adoptiert und kann daher nicht den Titel erben.